# Вратная долина
Вратная долина (словац. Vrátna dolina) — долина в горном массиве Мала Фатра в Словакии. Она расположена в 3 км от деревни Терхова (словац. Terchová) в Жилинском крае. Вратная долина занимает примерно 36 км².

## Туризм
Вратная долина одно из самых посещаемых туристами и горнолыжниками мест Словакии. Горнолыжный курорт Вратной долины расположен на высотах с 600 до 1550 метров и предлагает 16 склонов.

## Достопримечательности
- Кладбище жертвам гор (Мала Фатра)